# Methanococci
Methanococci är en klass av metanogena arkéer som ingår i stammen Euryarchaeota.